# Sudeste Paraense
Sudeste Paraense è una mesoregione dello Stato di Pará in Brasile.

## Microregioni
È suddivisa in 7 microregioni:
- Conceição do Araguaia
- Marabá
- Paragominas
- Parauapebas
- Redenção
- São Félix do Xingu
- Tucuruí